# KFC Sparta Petegem
KFC Sparta Petegem es un club de fútbol belga de Petegem-aan-de-Leie, en la provincia de Flandes Oriental. El club juega en la División 2 de Bélgica y tiene el verde y el negro como colores del club. Está afiliado a la Real Asociación Belga con la matrícula nº 3821.

## Historia
El 1 de febrero de 1928, se fundó el club KFC Sparta Petegem, con los colores púrpura y blanco y jugaba en Den Dries. En 1946 se fusionó con Patro Deinze. Petegem continuó jugando en las divisiones provinciales durante el siguiente medio siglo.
No fue hasta el año 2008 cuando el club asciende a divisiones nacionales por primera vez en su historia. Sparta Petegem termina en media tabla durante varias campañas en la Cuarta División o Liga Promoción. En la 2010-11 termina tercero y juega el play-off, perdiendo contra el Royal Mouscron-Péruwelz. En 2012-13, desciende a Primera Provincial después de cinco temporadas en el fútbol nacional. Se proclama campeón un año después, por lo que el club volvió a la Cuarta División en 2014.
Inmediatamente después del ascenso a Cuarta División, el Sparta Petegem logró ser campeón (temporada 2014-2015). Por primera vez en la historia, competiría en Tercera División.
Debido a la reforma del sistema de ligas en el fútbol belga, Sparta Petegem juega actualmente en la Segunda División Aficionada de Bélgica grupo VFV A. La temporada 2016-2017 terminó como subcampeón, quedándose a las puertas del ascenso a Primera División Aficionada. Durante estos últimos años ha cosechado buenas campañas, quedando incluso campeón en la temporada 2021-22, pero no solicitó licencia para jugar en División Nacional 1.

## Temporada a temporada
| Temporada | Nivel | Nivel | Nivel | Nivel | Nivel | Nivel | División                                                                      | Puntos                                                                        | Comentarios                                                                   |
|           | I     | I     | II    | III   | IV    | P.I   |                                                                               |                                                                               |                                                                               |
| --------- | ----- | ----- | ----- | ----- | ----- | ----- | ----------------------------------------------------------------------------- | ----------------------------------------------------------------------------- | ----------------------------------------------------------------------------- |
| 2007/08   |       |       |       |       |       | 1     | Primera prov. Flandes Orient.                                                 |                                                                               |                                                                               |
| 2008/09   |       |       |       |       | 6     |       | Cuarta División Afic.                                                         | 50                                                                            |                                                                               |
| 2009/10   |       |       |       |       | 5     |       | Cuarta División Afic.                                                         | 43                                                                            |                                                                               |
| 2010/11   |       |       |       |       | 3     |       | Cuarta División Afic.                                                         | 61                                                                            | Derrota en el play-off de ascenso contra Royal Mouscron-Péruwelz              |
| 2011/12   |       |       |       |       | 9     |       | Cuarta División Afic.                                                         | 42                                                                            |                                                                               |
| 2012/13   |       |       |       |       | 13    |       | Cuarta División Afic.                                                         | 40                                                                            |                                                                               |
| 2013/14   |       |       |       |       |       | 1     | Primera prov. Flandes Orient.                                                 | 74                                                                            |                                                                               |
| 2014/15   |       |       |       |       | 1     |       | Cuarta División Afic.                                                         | 66                                                                            |                                                                               |
| 2015/16   |       |       |       | 6     |       |       | Tercera División Afic.                                                        | 56                                                                            |                                                                               |
|           | 1A    | 1B    | 1Am   | 2Am   | 3Am   | P.I   | Desde 2016-17 hay 3 niveles nacionales y 2 regionales (fútbol no profesional) | Desde 2016-17 hay 3 niveles nacionales y 2 regionales (fútbol no profesional) | Desde 2016-17 hay 3 niveles nacionales y 2 regionales (fútbol no profesional) |
| 2016/17   |       |       |       | 2     |       |       | Segunda División Afic.                                                        | 58                                                                            |                                                                               |
| 2017/18   |       |       |       | 4     |       |       | Segunda División Afic.                                                        | 53                                                                            |                                                                               |
| 2018/19   |       |       |       | 3     |       |       | Segunda División Afic.                                                        | 49                                                                            |                                                                               |
| 2019/20   |       |       |       | 6     |       |       | Segunda División Afic.                                                        | 39                                                                            | Suspendido prematuramente debido al Coronavirus.                              |
| 2020/21   |       |       |       |       |       |       | División 2                                                                    |                                                                               | Suspendida tras 4 jornadas por Coronavirus.                                   |
| 2021/22   |       |       |       | 1     |       |       | División 2                                                                    | 67                                                                            | Campeón, pero no solicitó licencia para División Nacional 1.                  |
| 2022/23   |       |       |       | 2     |       |       | División 2                                                                    | 59                                                                            |                                                                               |
| 2023/24   |       |       |       | 16    |       |       | División 2                                                                    | 38                                                                            |                                                                               |